# 盧克·奧尼爾
盧克·奧尼爾（英語：Luke O'Neill，1991年8月20日—）是英格蘭的一位職業足球員，在場上司職後衛。他現在效力於英甲球隊AFC溫布頓。他也代表過英格蘭青年國家隊參加比賽。

## 外部連結
- 足球数据库：盧克·奧尼爾的球员统计数据